# دارالسلام (تانزانیا)
دارالسلام مرکز استان دارالسلام و بزرگ‌ترین شهر تانزانیا، مرفه‌ترین شهر کشور و یکی از مراکز اقتصادی مهم منطقه است. این شهر تا سال ۱۹۹۶ پایتخت این کشور بود ولی پس از آن، پایتخت به شهر دودوما منتقل شد. دارالسلام برجسته‌ترین شهر تانزانیا در هنر، مد، رسانه، موسیقی، فیلم و تلویزیون و مرکز مالی با بورس اوراق بهادار دارالسلام (DSE) است که نخستین و مهم‌ترین بازار بورس تانزانیا است. این شهر نقطه ورود و خروج بسیاری از گردشگران است که از تانزانیا بازدید می‌کنند.  دارالسلام بزرگترین و پرجمعیت‌ترین شهر سواحیلی زبان جهان است. دارالسلام در ساحل اقیانوس هند قرار دارد و بر اساس سرشماری سال ۲۰۱۲ جمعیت آن ۴٬۳۶۴٬۵۴۱ نفر بوده‌است.

## تاریخ

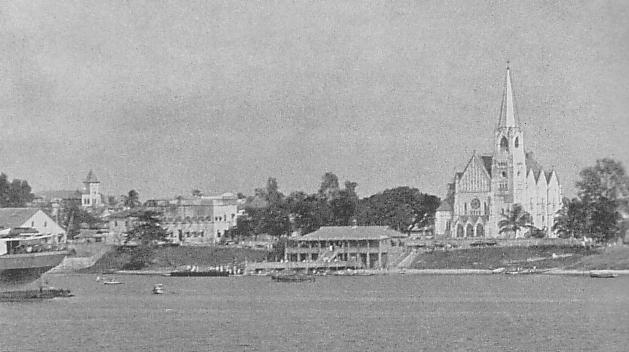
داراسلام در ۱۹۳۰ میلادی

در قرن نوزدهم، مزیما یک روستای ماهیگیری ساحلی در حاشیه مسیرهای تجارت اقیانوس هند بود. سلطان مجید بن سعید از زنگبار در سال ۱۸۶۵ یا ۱۸۶۶ شروع به ساختن یک شهر جدید در نزدیکی مزیما کرد و آن را دارالسلام نامید. این نام معمولاً به عنوان "خانه صلح یا خانه سلامتی" (بر اساس عربی دار("خانه") و السلام ("صلح") ترجمه شده‌است. پس از مرگ مجید در سال ۱۸۷۰، دارالسلام پس از مرگ مجید سقوط کرد اما در سال ۱۸۸۷، با حضور استعمارگران آلمانی، این شهر احیا شد. رشد دارسلام را می‌توان به دلیل مرکز اداری و تجاری شرق آفریقا آلمان و گسترش صنعتی آن به دلیل ساخت خط خطی مرکزی در اوایل دهه ۱۹۹۰ دانست.
مناطقی که اکنون روآندا و بوروندی نامیده می‌شوند به انضمام تانگانیکا (تانزانیا فعلی) در سال ۱۸۸۵ به مستعمرات شرق آفریقای آلمان بدل شدند. بعد ازجنگ جهانی اول قیومیت منطقه از طرف جامعه ملل به بریتانیا واگذار شد. اگرچه اطلاع مشخصی از تاریخ زنگبار در دست نیست ولی آنچه مسلم است این است که زنگبار با کشورهای عربی جنوب غرب آسیا در ارتباط بوده‌است، در سال ۱۵۰۳ زنگبار به خراجگزار پرتغال تبدیل شد و از مناطق عمدهٔ بازرگانی منطقه تبدیل شد ولی در سال ۱۶۹۸ تحت تسلط عمان و اعراب قرار گرفت. زنگبار در سال ۱۸۶۱ از عمان اعلام استقلال کرد و در سال ۱۸۹۰ تحت‌الحمایگی بریتانیا را پذیرفت. تانگانیکا در ۹ دسامبر ۱۹۶۱ از بریتانیا اعلام استقلال کرد و دارالسلام به عنوان پایتخت برگزیده شد، زنگبار نیز در ۱۰ دسامبر ۱۹۶۱ از بریتانیا مستقل شد. دو ملت در ۲۶ آوریل ۱۹۶۴ با یکدیگر ادغام شده و «جمهوری متحد تانگانیکا و زنگبار» را تشکیل دادند، شش ماه بعد نام این جمهوری به تانزانیا تغییر یافت.
در سال ۱۹۶۷، دولت تانزانیا سیاست منطقه‌ای Ujamaa را اعلام کرد که تانزانیا را در راه سوسیالیستی قرار داد. این سیاست رشد بالقوه شهرها را تضعیف کرد زیرا دولت مردم را تشویق کرد که در شهرها حرکت نکنند. این سیاست تا سال ۱۹۸۰ بر تانزانیا حاکم بود و سرانجام به دلیل شکست در مبارزه با افزایش فقر، گرسنگی و تأخیر در توسعه متوقف شد. این موضوع منجر به افزایش مهاجرت از روستاها و در پی آن افزایش جمعیت دارالسلام شد.
تا اواخر دهه ۱۹۹۰، دارالسلام را نمی‌توان به عنوان شهرهای پیشرو آفریقا مانند نایروبی، ژوهانسبورگ، لاگوس یا ادیس آبابا قرار داد. اما دهه ۲۰۰۰ به نقطه عطفی در توسعه و پیشرفت این شهر تبدیل شد؛ هم‌زمان با اینکه دارالسلام، یکی از سریعترین نرخ‌های رشد شهرنشینی در آفریقا به‌شمار می‌رفت، بازرگانی‌ها باز شدند و به موفقیت‌های چشمگیری رسیدند. بانک‌های تانزانیا که مقر اصلی آن‌ها در این شهر بود، شروع به اجرای مناسب تر سیاست‌های مالی نمودند، و بورس اوراق بهادار دارالسلام گسترش یافت. بندر دارالسلام ثابت کرده‌است که مهم‌ترین شهر تانزانیا است و نقش برجسته‌ای در تجارت کشورهایی مانند جمهوری دموکراتیک کنگو، رواندا، بوروندی و زامبیا دارد. خط افقی CBD میزبان ساختمان‌های بلند، از جمله برج ۳۵ طبقه PSPF، در سال ۲۰۱۵ به پایان رسید، و برج Tanzania Ports Authority،برج بزرگ در حال ساخت این شهر است.

## جغرافیا
دارالسلام در ۶°۴۸' جنوب، ۳۹°۱۷' شرق واقع شده‌است. بندری طبیعی با ساحلی شنی در شرق این شهر قرار دارد.

## جمعیت
دارالسلام بزرگترین شهر تانزانیا است. رشد سالیانه جمعیتی آن از سال ۲۰۰۲ تا ۲۰۱۲حدود ۵٫۶ درصد بوده‌است، این شهر سومین رشد سریع جمعیت در آفریقا (نهمین سریعترین در جهان)، پس از باماکو و لاگوس داراست. پیش‌بینی می‌شود جمعیت شهری تا سال ۲۰۲۰ به ۵/۱۲ میلیون نفر برسد و پیش‌بینی کند تا سال ۲۱۰۰ به ۷۶ میلیون نفر برسد.
براساس سرشماری ملی ۲۰۱۲، این منطقه دارای جمعیت ۴٬۳۶۴٬۵۴۱ نفر بوده‌است که بسیار بیشتر از پیش‌بینی‌ها بوده‌است.
| سال   | جمعیت                  |
| ----- | ---------------------- |
| ۱۹۲۵: | ۳۰٬۰۰۰                 |
| ۱۹۴۸: | ۶۹٬۰۰۰                 |
| ۱۹۵۷: | ۱۲۹٬۰۰۰                |
| ۱۹۷۲: | ۳۹۶٬۰۰۰                |
| ۲۰۰۵: | ۲٬۴۵۶٬۱۰۰              |
| ۲۰۱۲: | ۴٬۳۶۴٬۵۴۱              |
| ۲۰۲۵: | ۵٬۶۹۰٬۰۰۰ (projection) |

## اقتصاد و زیرساخت

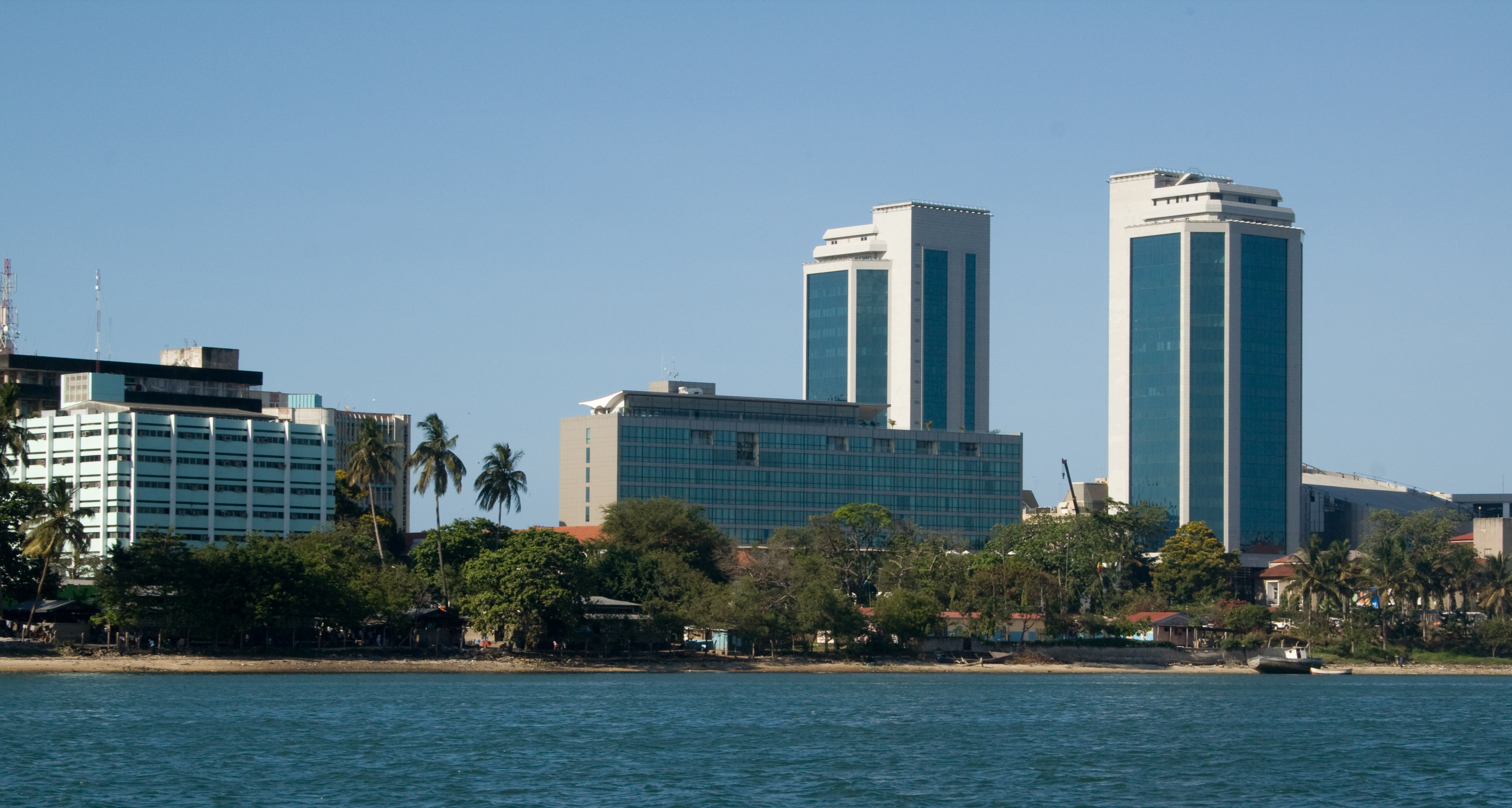
یکی از بانک‌های بزرگ دارالسلام

دارالسلام مهم‌ترین شهر تانزانیا در کار و تجارت است. شهر مملو از مراکز تجاری، تولیدی و سایر خدمات در مقایسه با سایر نقاط تانزانیا است. مرکز شهر شامل کسب و کارهای کوچک است که بسیاری از آن‌ها توسط معامله گران و مالکین اداره می‌شوند.
دارالسلام با مشکل فقرا دست و پنجه نرم می‌کند. بر اساس برآورد سازمان ملل متحد، ۷۰ درصد جمعیت این شهر در سکونتگاه‌های غیررسمی زندگی می‌کنند. در حاشیه شهر، جمعیت فقیرتر شهر ساکن هستند و از بسیاری از خدمات اساسی همچون آب بی بهراند. جمعیت ثروتمند شهر نیز در خانه‌های ساحلی زندگی می‌کنند.

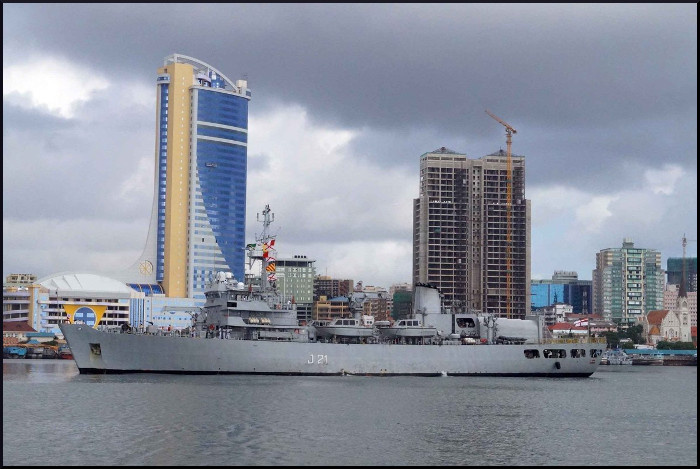
بندر دارالسلام

دارالسلام دارای یک بندر طبیعی است و به راه‌آهن سراسری تانزانیا متصل است. ساخت و ساز در این شهر بسیار پر رونق است. برج دوقلو PSPF با ۳۵ طبقه، بلندترین ساختمان در شهر و کشور است. دارالسلام مشکلات عمده زیربنایی دارد، از جمله یک سیستم حمل و نقل عمومی فرسوده و قطعی‌های مکرر برق.

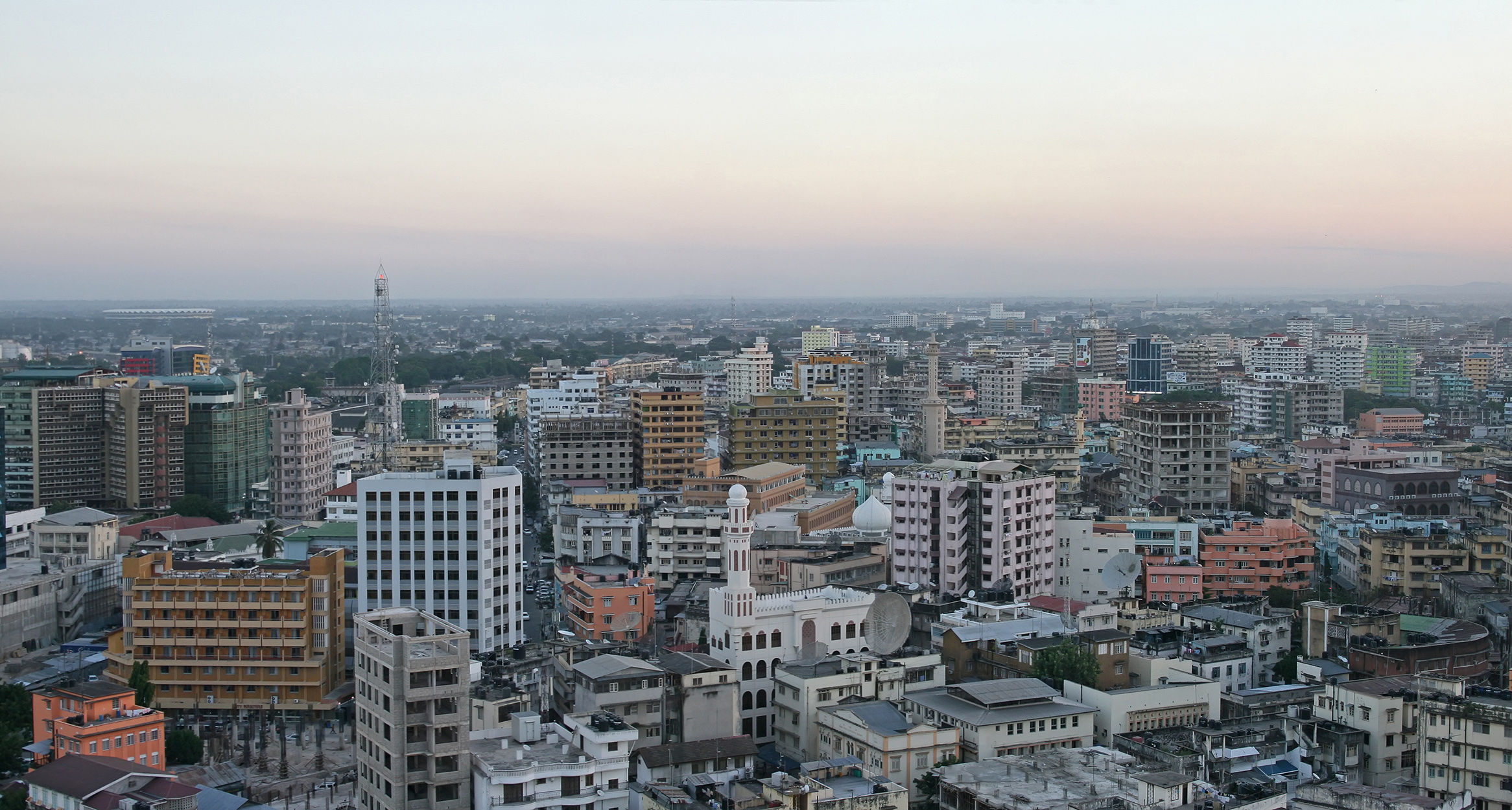
پانورامای شهر دارالسلام چند دقیقه قبل از غروب، از منظر برج بازنشستگی بنیامین ویلیام مکاپا (خانه مافوتا) یکی از بلندترین ساختمان‌های دارالسلام

## حمل و نقل

### سیستم حمل و نقل عمومی
شایع‌ترین نوع حمل و نقل عمومی در دارالسلام اتوبوس‌های عمومی است که دالا دالا نامیده می‌شود. دالا دالا ارزان هستند و اغلب مورد استقبال بسیاری از مردم قرار می‌گیرد. آن‌ها توسط یک راننده و یک هادی کار می‌کنند (هادی هزینه کرایه را جمع‌آوری می‌کند). همچنین موتور سیکلت‌های موسوم به بودا بودا نیز در این شهر یافت می‌شود و به دلیل سرعت سریع عبور از ترافیک مورد استقبال قرار می‌گیرد. مینی بوس‌های دالا دالا در بسیاری از حوادث جاده دخیل هستند و منجر به مرگ و میر سالیانه بالایی می‌شود.
دولت، یک سیستم حمل و نقل سریع اتوبوس معرفی کرده‌است. اتوبوس‌های سریع توسط Usafiri Dar es Salaam اداره می‌شوند. فاز ۱ سیستم اتوبوس سریع سریع تکمیل شده و از تاریخ ۱۰ می ۲۰۱۶ فعالیت خود را آغاز کرده‌است. فاز ۱ این سیستم توسط بانک جهانی، بانک توسعه آفریقا و دولت تانزانیا تأمین شد.
راه‌آهن رفت و آمد دارالسلام یک شبکه راه‌آهن شهری و حومه‌ای است که قسمت تجاری دارالسلام واقع شده‌است.

### راه‌آهن

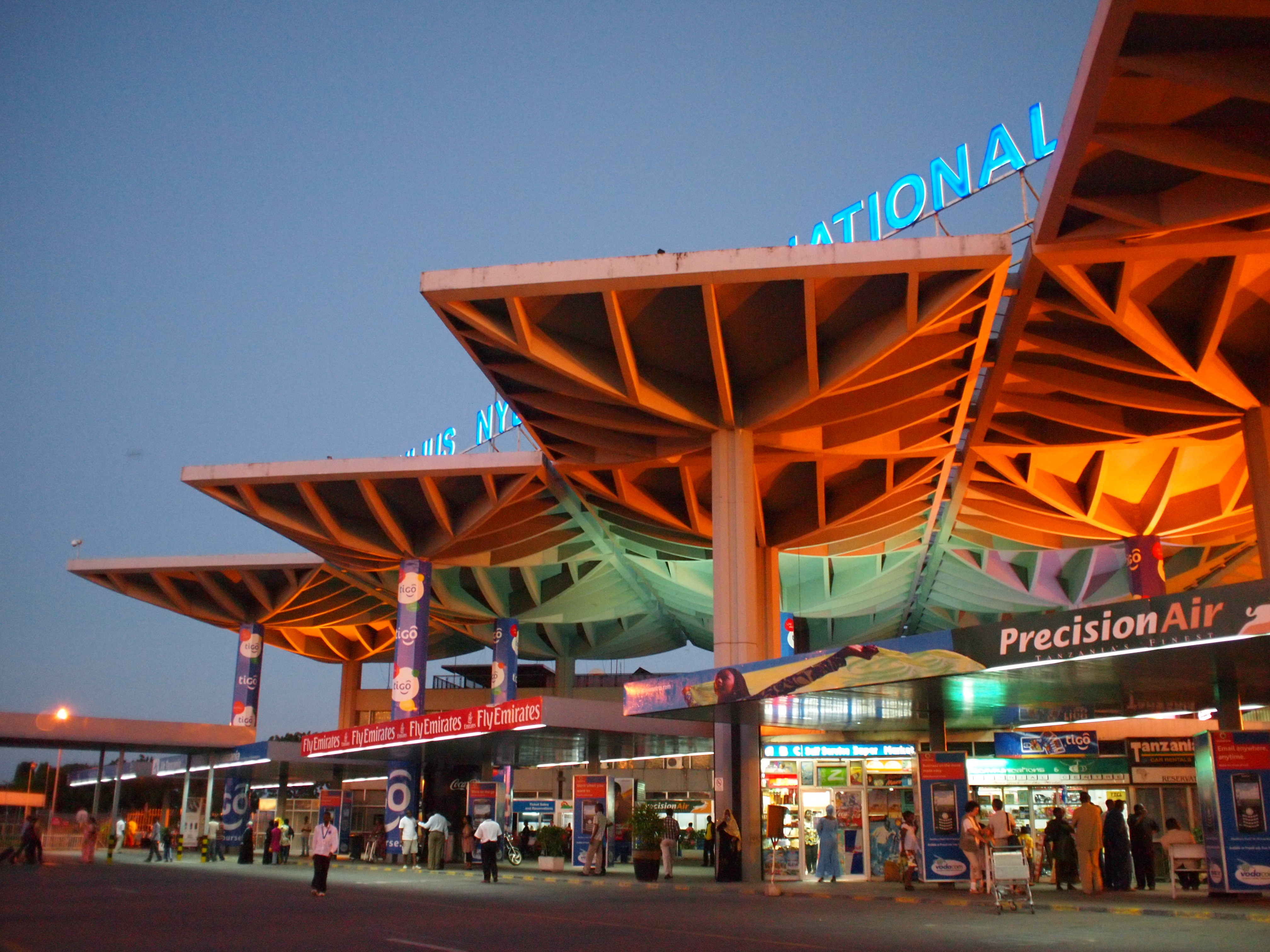
فرودگاه بین‌المللی جولیوس نایررو

در این شهر همچنین دفتر مرکزی اداره راه‌آهن تانزانیا (تازارا) در اواخر دهه ۱۹۶۰ تا اوایل دهه ۱۹۷۰ ساخته‌است. همچنین دفاتر و زیرساخت‌های خط راه‌آهن مرکزی (توسط اداره تانزانیا راه‌آهن، TRL) میزبانی می‌شود. هر دو راه‌آهن در طی روز برای رفت و آمد در داخل شهر برای کاهش ترافیک جاده‌ها در جاده‌های پرجمعیت استفاده می‌شود. خطوط تانزانیا خط خطی را از دارالسلام تا کیگومه اداره می‌کند. راه‌آهن TAZARA، دارالسلام را به زامبیا متصل می‌کند.

### فرودگاه
فرودگاه بین‌المللی جولیوس نایررو، فرودگاه اصلی کشور است که دارای دو پایانه عملیاتی و یک پایانه در حال ساخت است.

### بندر
این شهر، مهم‌ترین بندر کشور است و حدود ۹۰ درصد کل واردات و صادرات کشور از این طریق صورت می‌گیرد.

## آب و هوا
با توجه به نزدیکی نزدیک به استوا و آب‌های گرم اقیانوس هند، این شهر دارای شرایط آب و هوایی گرمسیری استو در اغلب روزهای سال دارای هوای گرم و است. این آب و هوای مرطوب منجر به بارندگی سالیانه حدود ۱۱۰۰ میلی‌متر است (۴۳ اینچ) و در یک سال طبیعی دو فصل بارانی وجود دارد: «باران‌های بلند» در آوریل و مه و «باران‌های کوتاه» در نوامبر و دسامبر.
| داده‌های اقلیم Dar es Salaam                                        | داده‌های اقلیم Dar es Salaam | داده‌های اقلیم Dar es Salaam | داده‌های اقلیم Dar es Salaam | داده‌های اقلیم Dar es Salaam | داده‌های اقلیم Dar es Salaam | داده‌های اقلیم Dar es Salaam | داده‌های اقلیم Dar es Salaam | داده‌های اقلیم Dar es Salaam | داده‌های اقلیم Dar es Salaam | داده‌های اقلیم Dar es Salaam | داده‌های اقلیم Dar es Salaam | داده‌های اقلیم Dar es Salaam | داده‌های اقلیم Dar es Salaam |
| ماه                                                                | ژانویه                      | فوریه                       | مارس                        | آوریل                       | مه                          | ژوئن                        | ژوئیه                       | اوت                         | سپتامبر                     | اکتبر                       | نوامبر                      | دسامبر                      | سال                         |
| ------------------------------------------------------------------ | --------------------------- | --------------------------- | --------------------------- | --------------------------- | --------------------------- | --------------------------- | --------------------------- | --------------------------- | --------------------------- | --------------------------- | --------------------------- | --------------------------- | --------------------------- |
| سابقهٔ بیش‌ترین °C (°F)                                              | ۳۵٫۰ (۹۵)                   | ۳۵٫۲ (۹۵)                   | ۳۵٫۰ (۹۵)                   | ۳۵٫۰ (۹۵)                   | ۳۲٫۹ (۹۱)                   | ۳۳٫۰ (۹۱)                   | ۳۱٫۸ (۸۹)                   | ۳۱٫۹ (۸۹)                   | ۳۳٫۸ (۹۳)                   | ۳۳٫۷ (۹۳)                   | ۳۴٫۰ (۹۳)                   | ۳۴٫۵ (۹۴)                   | ۳۵٫۲ (۹۵)                   |
| میانگین بیش‌ترین °C (°F)                                            | ۳۱٫۸ (۸۹)                   | ۳۲٫۴ (۹۰)                   | ۳۲٫۱ (۹۰)                   | ۳۰٫۷ (۸۷)                   | ۲۹٫۸ (۸۶)                   | ۲۹٫۳ (۸۵)                   | ۲۸٫۹ (۸۴)                   | ۲۹٫۴ (۸۵)                   | ۳۰٫۳ (۸۷)                   | ۳۰٫۹ (۸۸)                   | ۳۱٫۴ (۸۹)                   | ۳۱٫۶ (۸۹)                   | ۳۰٫۷ (۸۷)                   |
| میانگین کم‌ترین °C (°F)                                             | ۲۳٫۵ (۷۴)                   | ۲۳٫۳ (۷۴)                   | ۲۲٫۸ (۷۳)                   | ۲۲٫۴ (۷۲)                   | ۲۱٫۳ (۷۰)                   | ۱۹٫۲ (۶۷)                   | ۱۸٫۲ (۶۵)                   | ۱۸٫۱ (۶۵)                   | ۱۸٫۴ (۶۵)                   | ۱۹٫۷ (۶۷)                   | ۲۱٫۳ (۷۰)                   | ۲۲٫۸ (۷۳)                   | ۲۰٫۹ (۷۰)                   |
| سابقهٔ کم‌ترین °C (°F)                                               | ۱۸٫۱ (۶۵)                   | ۱۸٫۴ (۶۵)                   | ۱۹٫۶ (۶۷)                   | ۱۹٫۶ (۶۷)                   | ۱۶٫۲ (۶۱)                   | ۱۴٫۴ (۵۸)                   | ۱۳٫۷ (۵۷)                   | ۱۲٫۸ (۵۵)                   | ۱۴٫۳ (۵۸)                   | ۱۵٫۸ (۶۰)                   | ۱۷٫۶ (۶۴)                   | ۱۸٫۸ (۶۶)                   | ۱۲٫۸ (۵۵)                   |
| بارندگی میلی‌متر (اینچ)                                             | ۷۶٫۳ (۳)                    | ۵۴٫۹ (۲٫۱۶)                 | ۱۳۸٫۱ (۵٫۴۴)                | ۲۵۴٫۲ (۱۰٫۰۱)               | ۱۹۷٫۸ (۷٫۷۹)                | ۴۲٫۹ (۱٫۶۹)                 | ۲۵٫۶ (۱٫۰۱)                 | ۲۴٫۱ (۰٫۹۵)                 | ۲۲٫۸ (۰٫۹)                  | ۶۹٫۳ (۲٫۷۳)                 | ۱۲۵٫۹ (۴٫۹۶)                | ۱۱۷٫۸ (۴٫۶۴)                | ۱٬۱۴۹٫۷ (۴۵٫۲۶)             |
| میانگین روزهای بارانی (≥ ۱.۰ mm)                                   | ۷                           | ۴                           | ۱۱                          | ۱۸                          | ۱۳                          | ۵                           | ۴                           | ۴                           | ۳                           | ۵                           | ۸                           | ۹                           | ۹۱                          |
| درصد رطوبت                                                         | ۷۷                          | ۷۶                          | ۸۰                          | ۸۴                          | ۸۱                          | ۷۸                          | ۷۷                          | ۷۶                          | ۷۵                          | ۷۶                          | ۷۸                          | ۷۸                          | ۷۹                          |
| میانگین روزانه ساعت‌های تابش آفتاب                                  | ۲۳۵٫۶                       | ۲۲۳٫۲                       | ۲۱۳٫۹                       | ۱۵۶٫۰                       | ۲۱۳٫۹                       | ۲۲۲٫۰                       | ۲۲۳٫۲                       | ۲۶۶٫۶                       | ۲۵۲٫۰                       | ۲۷۵٫۹                       | ۲۵۲٫۰                       | ۲۴۱٫۸                       | ۲٬۷۷۶٫۱                     |
| میانگین روزانه ساعت‌های تابش آفتاب                                  | ۷٫۶                         | ۷٫۹                         | ۶٫۹                         | ۵٫۲                         | ۶٫۹                         | ۷٫۴                         | ۷٫۲                         | ۸٫۶                         | ۸٫۴                         | ۸٫۹                         | ۸٫۴                         | ۷٫۸                         | ۷٫۶                         |
| منبع شماره ۱: سازمان جهانی هواشناسی                                |                             |                             |                             |                             |                             |                             |                             |                             |                             |                             |                             |                             |                             |
| منبع شماره ۲: Deutscher Wetterdienst (extremes, humidity, and sun) |                             |                             |                             |                             |                             |                             |                             |                             |                             |                             |                             |                             |                             |

## جهانی شدن

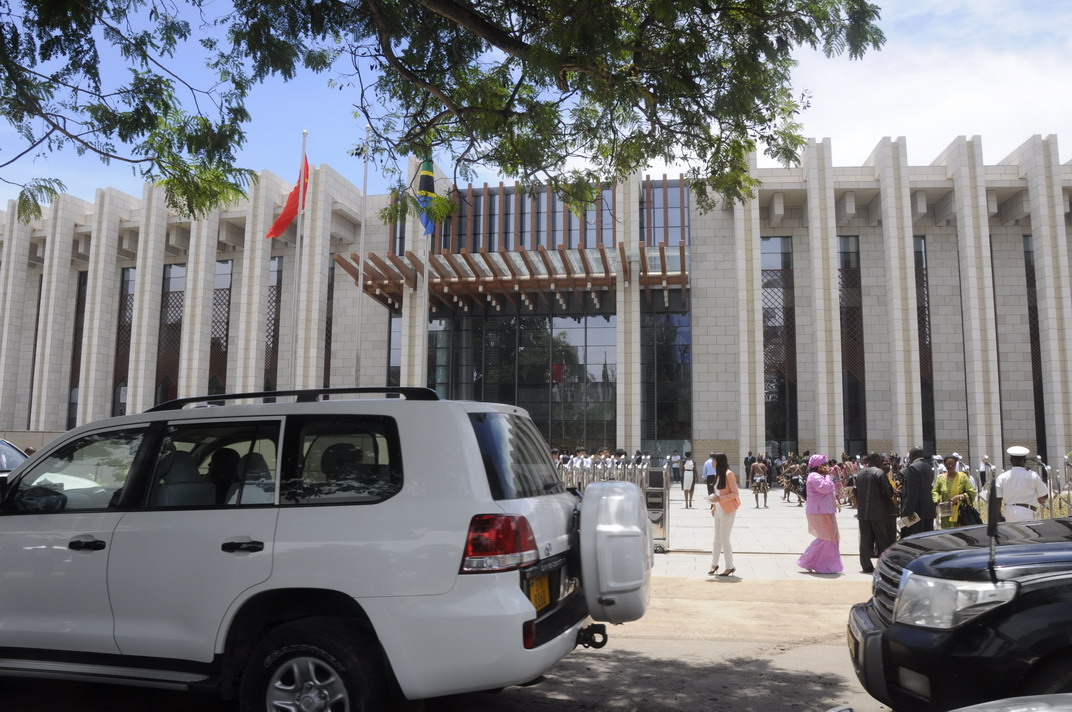
مرکز کنوانسیون بین‌المللی جولیوس نایرر در دارالسلام

دارالسلام بزرگترین شهر تانزانیا است که روستاییان برای زندگی بهتر به آن مهاجرت کرده‌اند. غربی‌ها و آسیایی‌ها نیز در دارالسلام سکونت دارند و افزایش ناوگان خارجی، مقامات محلی را تحت فشار قرار داده‌است تا سیاست‌هایی برای جمعیت‌های رو به رشد شهر و حومه آن اعمال کنند.

## آموزش
مهم‌ترین مراکز آموزش تانزانیا در این شهر واقع شده‌است.

### دانشگاه

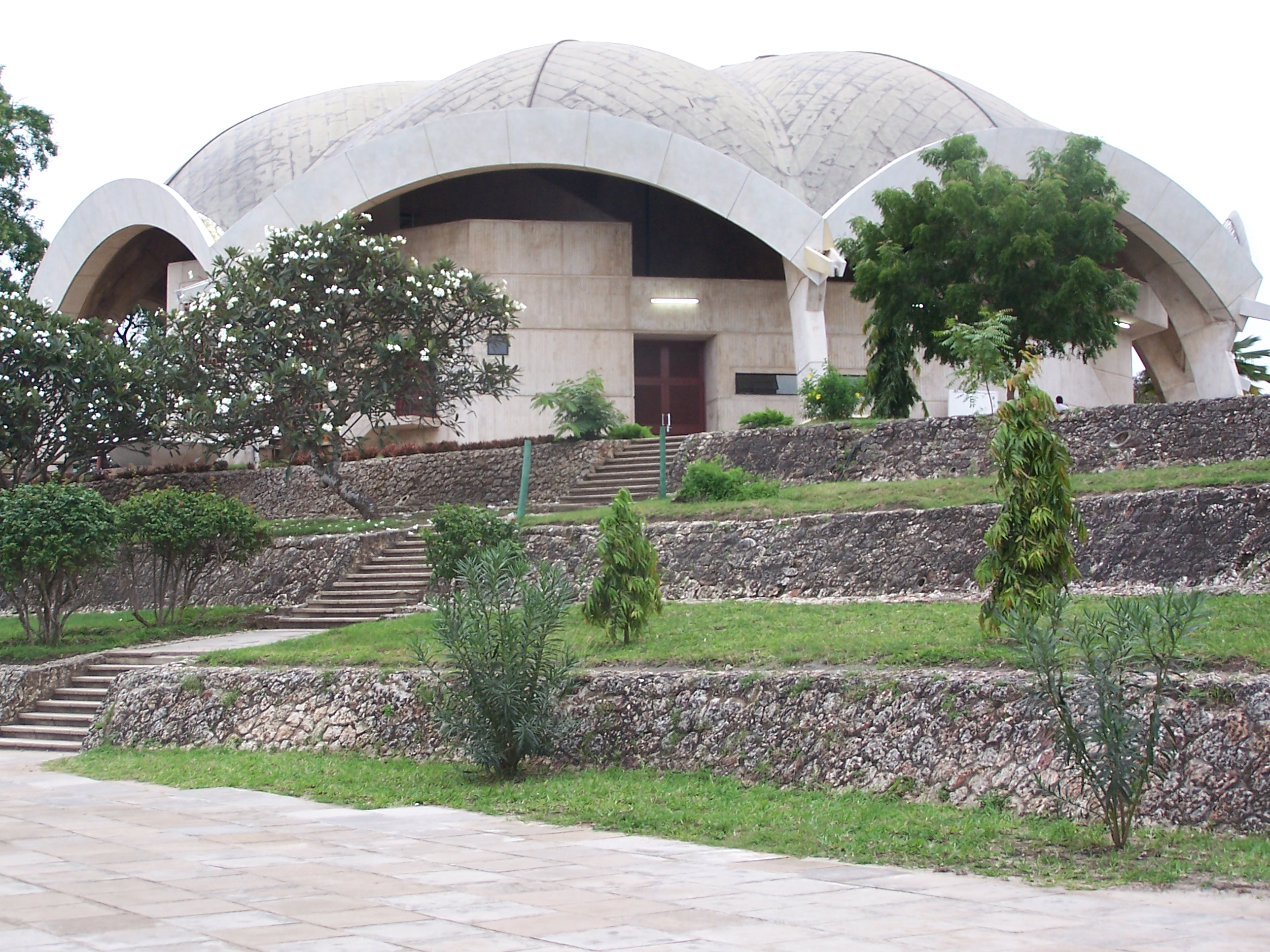
دانشگاه دارالسلام

- دانشگاه دارالسلامدانشگاه دارالسلام قدیمی‌ترین و بزرگترین دانشگاه عمومی در تانزانیا پس از دانشگاه داودوما است. این در قسمت غربی شهر واقع شده‌است و در فاصله ۱۳ کیلومتری مرکز شهر و مساحت ۶٫۵۸ کیلومتر مربع داراست. این دانشگاه دارای ۱۶٬۴۰۰ دانشجوی کارشناسی و ۲۷۰۰ دانشجوی کارشناسی ارشد است.
- دانشگاه اردهی دارای ۲٬۴۵۷ دانشجوی کارشناسی و ۱۵۶ دانشجوی کارشناسی ارشد است. این دانشگاه برنامه‌های دیپلم دو ساله را در زمینه ارزیابی زمین و مدیریت زمین و ارزش‌گذاری ارائه می‌دهد.
- دانشگاه بین‌المللی سلامت و علوم متفقین دارای دو محوطه دانشگاهی است. پردیس Muhimbili و Mloganzila پردیس. پردیس Muhimbili واقع در شهرداری ایلال، در اوپانگا در امتداد جاده سازمان ملل متحد است. Mloganzila Campus دارای ۳۸۰۰ هکتار (۱۵ کیلومتر مربع) است و در ۳ کیلومتر (۲ مایل) از بزرگراه Dar es Salaam Morogoro، ۲۵ کیلومتر (۱۶ مایل) از دارالسلام قرار دارد.
- دانشگاه بازنشستگان تانزانیا یک مؤسسه عمومی کامل و معتبر در زمینه آموزش عالی است، برنامه‌هایی را اجرا می‌کند که منجر به صدور گواهینامه، دیپلم، دوره کارشناسی و تحصیلات تکمیلی می‌شود. از زمان تأسیس این دانشگاه از کشورهای مالاوی، اوگاندا، کنیا، نامیبیا، مجارستان، بوروندی، لیبی، اتیوپی، رواندا، عربستان سعودی، لسوتو، بوتسوانا و تانزانیا دانشجو گرفته شده‌است.
- دانشگاه بین‌المللی کپسالا در سال ۲۰۰۹ فعالیت خود را و آغاز کرد. مرکز دانشگاه در ۶۰ هکتار مساحت دارد و در ۷ کیلومتر (۴ مایل) از فرودگاه بین‌المللی مولویمه جولیوس نایررو قرار دارد.

## پیوستگی‌های فرامرزی
دارالسلام با شهرهای زیر خواهر خوانده‌است:
- ساری، ایران
- هامبورگ، آلمان
- صامسون، ترکیه
- ایوو، چین